# 吉田知明
吉田 知明（よしだ ともあき、1972年12月30日 - ）は、日本の実業家。鳥取県生まれ。個別指導塾スタンダード創業者、株式会社SCホールディングス代表取締役社長。

## 経歴
父の影響を受けて、エンジニア職を目指して岡山大学工学部機械工学科に進学。しかし、在学中に学習塾や家庭教師派遣会社でのアルバイトを通じ、教育業に興味を抱くようになる。大学卒業後、アルバイトをしていた家庭教師派遣会社にそのまま就職した。
同社の九州ブロックの責任者を経て、2001年に独立し、福岡県にて家庭教師派遣業を担うスタンダードカンパニー（現：個別指導塾スタンダード）を創業した。2002年に有限会社、2004年に株式会社に組織変更。2005年より、家庭教師派遣業と個別指導塾とを並行して展開するようになる。
2008年にリーマン・ショックの影響もあり、家庭教師派遣業を縮小し、個別指導塾へ業態を転換。すると、細かい指導やリーズナブルな価格設定が評価され、同社を九州トップクラスの教育企業に成長させた。
2011年11月にグループを統括する持株会社・SCホールディングスを設立し、代表取締役社長に就任。現在は個別指導塾を香港・大連といった海外進出を果たしたほか、建設・店舗開発事業、人材派遣などにも事業領域を広げていたが、個別指導塾スタンダードとSCホールディングスは2024年6月に福岡地方裁判所へ民事再生法適用を申請。個別指導塾スタンダードとSCホールディングスが手掛けていた事業は2025年3月に創英コーポレーションの子会社であるSCネットワークへ譲渡された。
個別指導塾経営以外では、地域貢献活動として福岡県内の高等学校での講演活動も行っている。

## 人物
座右の銘は「敬天愛人」。趣味はゴルフ、子供と遊ぶこと。
雑誌『AERA』2014年12月29日ｰ1月5日合併号の特集「日本を突破する100人 2015」の1人として取り上げられた。